# Banksia tenuis
Banksia tenuis är en tvåhjärtbladig växtart som beskrevs av A.R.Mast & K.R.Thiele. Banksia tenuis ingår i släktet Banksia och familjen Proteaceae. Utöver nominatformen finns också underarten B. t. reptans.